# Willy R. Kuschinski
Willy Rudolf Kuschinski (* 28. Oktober 1907 in Uetersen; † 11. September 1980 ebenda) war ein niederdeutscher Hörspielautor, Heimatdichter und Schriftsteller. Er hat sich einen Namen gemacht mit vielen amüsanten Geschichten, deren Themen zum größten Teil aus seiner engeren Heimat stammten.

## Leben

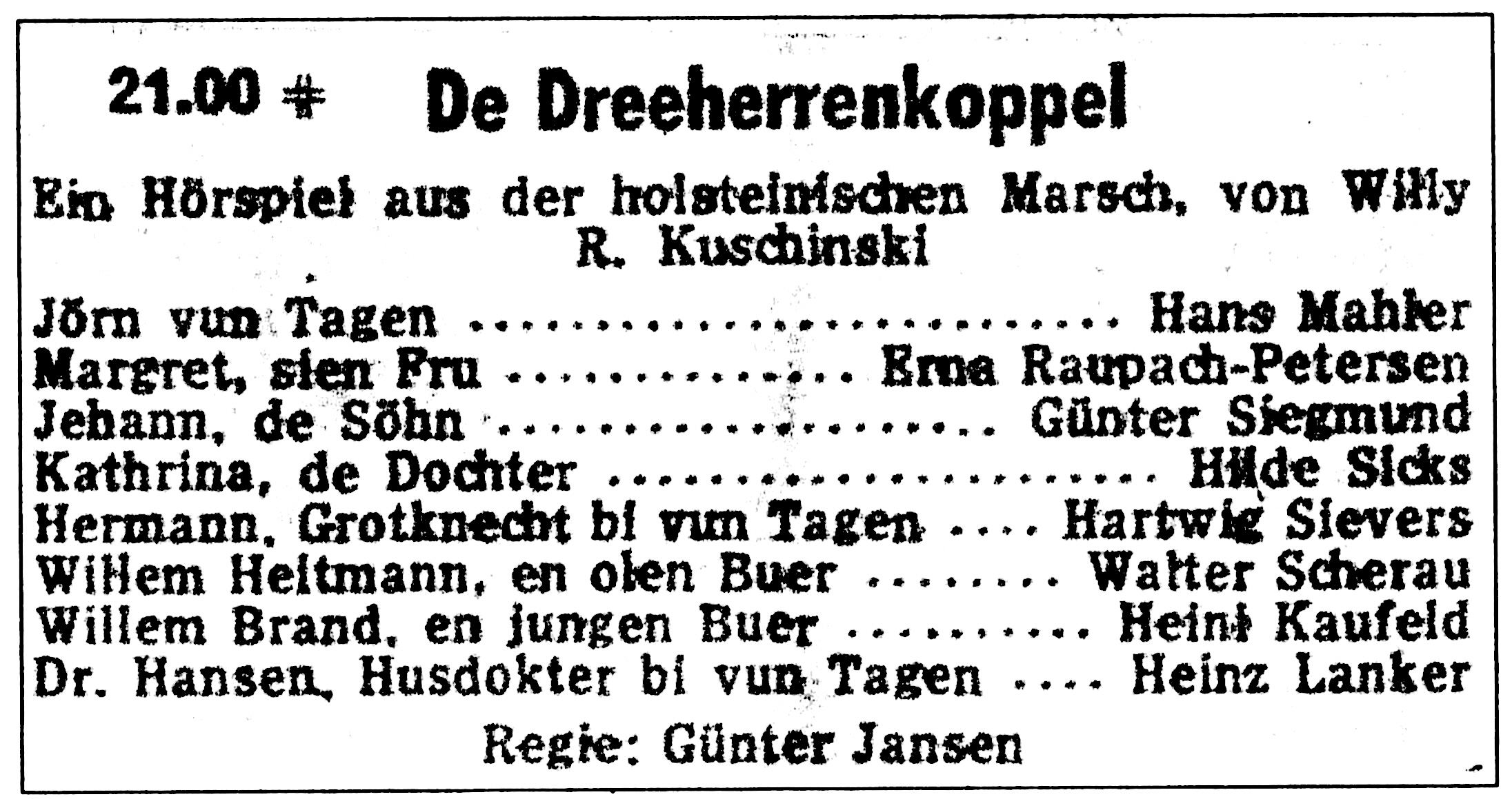
Programmanzeige "De Dreeherrenkoppel" aus dem Jahr 1955

Kuschinski wurde als Sohn des Friedrich Kuschinski und seiner Frau Josephine geboren. Er besuchte von 1914 bis 1923 die „Schule am Roggenfeld“ in Uetersen. Sein Vater fiel 1916 im Ersten Weltkrieg, so war es ihm nicht möglich nach Beendigung der Schulzeit einen Beruf zu erlernen, denn er musste bei einem Bauern arbeiten, um zum Lebensunterhalt der Familie beizutragen. Bis 1930 arbeitete Kuschinski bei verschiedenen Landwirten in der Umgebung. Im selben Jahr heiratete er die Moorregerin Matha Schöllermann, aus der Ehe gingen acht Kinder hervor. In den folgenden Jahren arbeitete er in der Uetersener Zementfabrik und war als Zivilbediensteter auf dem Fliegerhorst Uetersen beschäftigt. Willy Kuschniski war ein vielseitig begabter Mensch und Kenner der klassischen Musik und gründete mit Freunden den „Freien Mandolinenclub Uetersen“ der bei vielen Festlichkeiten und Tanzveranstaltungen auftrat. Neben der Mandoline spielte er auch Geige und Klavier.
In den 1930er Jahren „entdeckte“ Kuschinski sein Talent Gedichte zu verfassen und Kurzgeschichten zu schreiben. In der sowjetischen Kriegsgefangenschaft während des Zweiten Weltkriegs half es ihm die schwere Zeit zu überstehen. Aber auch den Kameraden in der Gefangenschaft konnte er mit dem Vorlesen seiner Geschichten Mut machen. 1949 kehrte Willy Kuschinski in seine Heimat zurück und musste nun für eine 10-köpfige Familie sorgen. Zunächst arbeitete er bei verschiedenen Arbeitgebern, bis er 1955 bei der Uetersener Maschinenfabrik Hatlapa eine Anstellung fand.
Kuschinski war kein Freund der Öffentlichkeit wie seine befreundeten Kollegen Ernst Behrens und Rudolf Kinau, die Vorlesungen gaben und ihre Bücher zum Teil selbst vermarkteten. So zog er sich lieber in „sien Dichterstuv“ zu Hause zurück, um dort zu arbeiten. Seine Hauptschaffenszeit war nach dem Zweiten Weltkrieg. Seine Erzählungen, Gedichte und Hörspiele schrieb Kuschinski zumeist in der plattdeutschen Sprache, deren Schreibweise er sich selbst erarbeitet hatte. Sie handelten über das was er selbst erlebt oder in der Natur beobachtete oder einfach „den Leuten aufs Maul Geschautes“. ab 1955 erschienen in lockerer Folge Erzählungen und Geschichten in den Uetersener Nachrichten.
Fast gleichzeitig wurde auch der Nordwestdeutsche Rundfunk auf den Heimatdichter aufmerksam. Am 18. November 1955 wurde zum ersten Mal sein Stück De Dreeherrenkoppel über UKW Nord ausgestrahlt. Weitere Hörspiele und plattdeutsche Beiträge wurden über den Norddeutschen Rundfunk, Radio Bremen und dem Hamburger Abendblatt gesendet oder veröffentlicht. 1971 besuchte aus alter Verbundenheit das NDR Fernsehen Kuschinski in seinen Arbeitszimmer bei der Firma Hatlapa und im Rosarium Uetersen wurden Filmaufzeichnungen gemacht, die später mehrmals gesendet wurden.
Als Willy R. Kuschinski 1980 in Uetersen verstarb, hinterließ er ein Gesamtwerk von mehr als 100 Gedichten, plattdeutschen Erzählungen und Hörspielen.

## Hörspiele
- 1955: De Drehherrenkoppel – Regie: Günter Jansen; Mitwirkende: Hans Mahler, Erna Raupach-Petersen, Günther Siegmund, Hilde Sicks, Walter Scherau u. a.
- 1957: Mudder is verreist – Regie: Günter Jansen; Mitwirkende: Otto Lüthje, Erna Raupach-Petersen, Heinz Lanker, Heini Kaufeld, Günther Siegmund u. a.